# Huracán Paula
El huracán Paula fue un huracán pequeño que azotó Honduras y Cuba en octubre de 2010. Decimoctavo ciclón tropical, decimosexta tormenta con nombre y noveno huracán de la temporada anual de ciclones tropicales, Paula se formó a partir de una zona de baja presión sobre el suroeste del mar Caribe el 11 de octubre. Avanzando hacia el noroeste, se organizó lentamente y se convirtió en tormenta tropical poco después. Alrededor del mediodía del 11 de octubre, Paula tocó tierra cerca de cabo Gracias a Dios, en la frontera entre Honduras y Nicaragua. En el noreste de Honduras, fuertes vientos destruyeron varias viviendas, mientras que las lluvias destruyeron algunas carreteras y docenas de edificios, incluyendo una escuela y una comisaría. Condiciones favorables, como baja cizalladura del viento y temperaturas cálidas en la superficie del mar, permitieron que Paula alcanzara la categoría de huracán a primera hora del 12 de octubre. Se intensificó aún más, y la tormenta alcanzó vientos máximos de 165 km/h (105 mph) mientras giraba hacia el norte el 13 de octubre.
Debido al pequeño tamaño de Paula, el impacto en México fue leve, limitándose principalmente a lluvias y vientos ligeros. Sin embargo, un turista estadounidense se ahogó frente a la costa de Cozumel. Después de que Paula alcanzara su intensidad máxima el 13 de octubre, la cizalladura del viento comenzó a aumentar, lo que provocó que la tormenta se debilitara. La tormenta giró hacia el norte-noreste y disminuyó a intensidad de tormenta tropical el 14 de octubre. Poco después, Paula tocó tierra en la provincia cubana de Pinar del Río. Temprano el 15 de octubre, Paula se debilitó a depresión tropical mientras se movía hacia el este sobre Cuba, antes de degenerar en un área de baja presión remanente unas seis horas después. En Cuba, la lluvia fue mayormente beneficiosa. Los fuertes vientos, con ráfagas que alcanzaron los 109 km/h (68 mph), dejaron cortes de energía en las provincias de Pinar del Río y Artemisa. En el área de La Habana, algunas casas perdieron sus techos, mientras que la caída de árboles bloqueó muchas carreteras. El impacto en los Cayos de Florida fue mínimo, limitado a lluvias ligeras y aumento de las mareas.

## Historia meteorológica
La tormenta tropical Nicole salió del mar Caribe y se convirtió en extratropical el 29 de septiembre de 2010, antes de disiparse al día siguiente, dejando tras de sí una amplia zona de circulación ciclónica en las capas bajas de la atmósfera. Un frente frío con desplazamiento hacia el sureste se desplazó desde el Golfo de México hacia el mar Caribe el 5 de octubre y se convirtió en una vaguada estacionaria con dirección norte-sur al día siguiente. Cuando una onda tropical asociada al huracán Otto se desplazó al Caribe el 7 de octubre, se produjo una intensificación de la convección asociada al sistema. Otra onda tropical se desplazó desde las Antillas Menores hasta el Caribe occidental entre el 9 y el 10 de octubre. Se formó una amplia zona de baja presión al interactuar la onda con la vaguada; sin embargo, la convección disminuyó el 10 de octubre.
Tras un nuevo aumento de la convección, la decimoctava depresión tropical de la temporada se formó a las 00:00 UTC del 11 de octubre, a unos 190 km (120 millas) al sureste de cabo Gracias a Dios, en la frontera entre Honduras y Nicaragua. Unas seis horas después, la depresión se fortaleció hasta convertirse en la tormenta tropical Paula. Con rumbo noroeste, rodeando la periferia suroccidental de una dorsal subtropical, la tormenta tocó tierra cerca de cabo Gracias a Dios con vientos de 85 km/h (50 mph) a las 12:00 UTC. Poco después, la tormenta comenzó a intensificarse significativamente debido a temperaturas superficiales del mar de 29 °C (84,2 °F), así como a una cizalladura del viento de ligera a moderada. Operacionalmente, el Centro Nacional de Huracanes no inició avisos hasta tarde el 11 de octubre, después de que imágenes satelitales, observaciones de superficie y datos de vuelos de aviones de reconocimiento confirmaran la existencia de un ciclón tropical; para ese momento, Paula ya era una fuerte tormenta tropical.
A las 00:00 UTC del 12 de octubre, Paula se fortaleció hasta convertirse en un huracán de categoría 1 en la escala de huracanes de Saffir-Simpson (EHSS). Las imágenes satelitales de la tarde del 12 de octubre indicaron que Paula era un huracán pequeño, compuesto por una zona circular de convección profunda, con un ojo en desarrollo. Sin embargo, a las 18:00 UTC del 12 de octubre, la tormenta se fortaleció hasta convertirse en un huracán de categoría 2 mientras se desviaba hacia el norte. Simultáneamente, Paula alcanzó su intensidad máxima con vientos máximos sostenidos de 165 km/h (105 mph) y una presión barométrica mínima de 981 mbar (29,0 inHg). Tras alcanzar su intensidad máxima a última hora del 12 de octubre, fuertes vientos del oeste-suroeste en niveles altos interactuaron con el sistema, lo que provocó su debilitamiento. Paula era un huracán muy pequeño; los vientos con fuerza de huracán se extendieron a tan solo 40 km (25 millas) del centro de Paula, mientras que los vientos con fuerza de tormenta tropical se extendieron a 110 km (70 millas) del mismo punto. Paula se desplazó al norte-noroeste al ser impactada por una vaguada de latitudes medias sobre el Golfo de México.
El aumento de la cizalladura del viento provocó que Paula se debilitara a huracán de categoría 1 a última hora del 13 de octubre. Las imágenes satelitales y los vuelos de reconocimiento indicaron que el patrón nuboso se había alterado y que los centros de niveles medios y bajos se estaban desprendiendo. Poco después, Lixion Ávila, del Centro Nacional de Huracanes, comentó sobre el tamaño de Paula: «Un huracán está cruzando entre el extremo occidental de Cuba y el este de Yucatán... pero sin tecnología moderna nadie sabría que está ahí». Paula, que se desplazaba hacia el norte-noreste, adelantándose a una vaguada de latitudes medias, se debilitó a tormenta tropical a las 12:00 UTC del 14 de octubre. Tres horas después, la tormenta tocó tierra entre Santa Lucía y Puerto Esperanza, en la provincia cubana de Pinar del Río, con vientos de 100 km/h (65 mph). A las 06:00 UTC del 15 de octubre, Paula se debilitó a depresión tropical mientras se desplazaba hacia el este sobre Cuba. Seis horas después, la tormenta degeneró en un sistema de bajas presiones remanente antes de disiparse por completo en las primeras horas del 16 de octubre.

## Preparativos e impacto

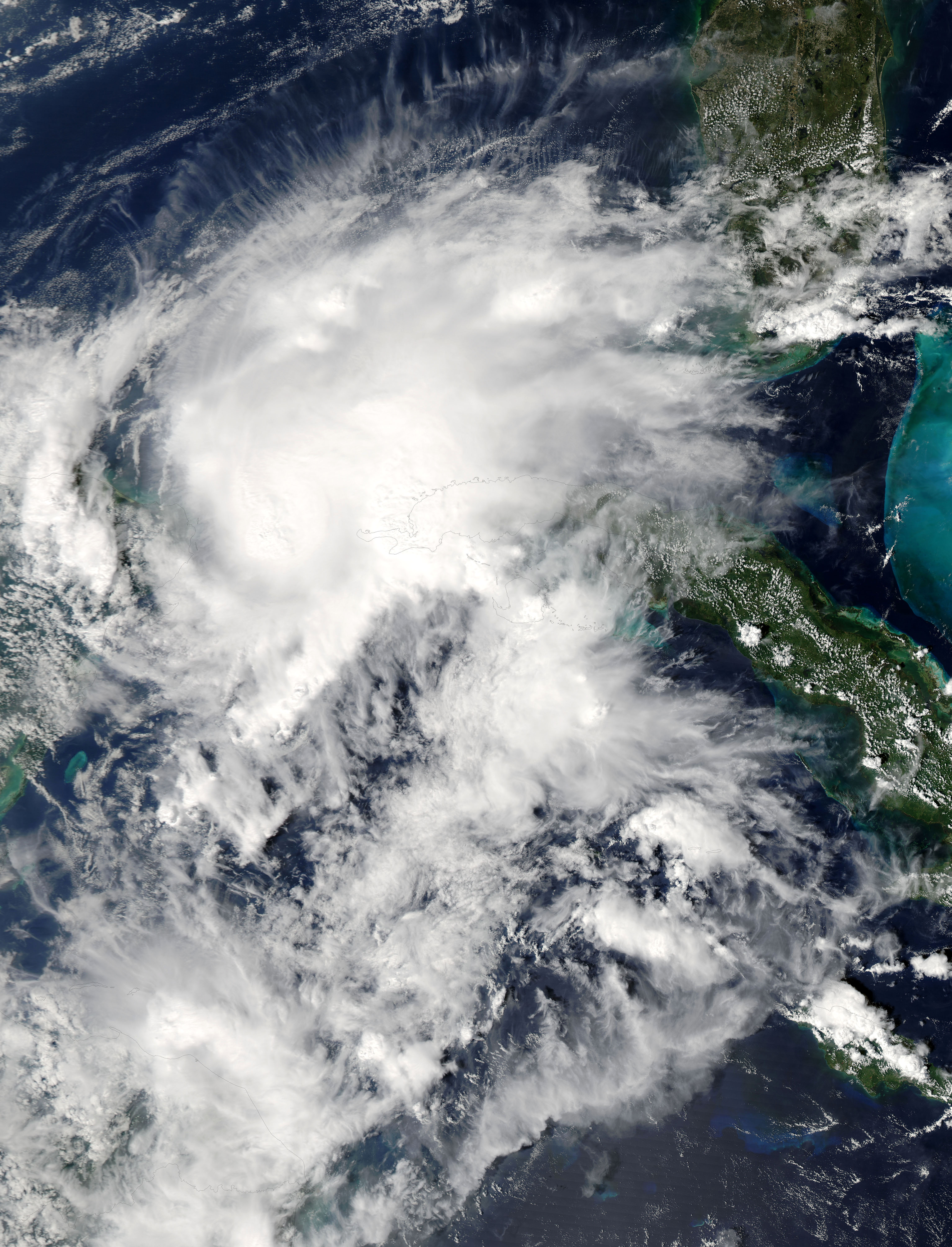
El huracán Paula se debilita y se acerca a Cuba el 13 de octubre de 2010

### Centroamérica

#### Honduras
Cuando el Centro Nacional de Huracanes emitió avisos sobre Paula a las 21:00 UTC del 11 de octubre, se emitió una alerta de tormenta tropical desde Limón hacia el este, hasta Honduras y Nicaragua. La alerta de tormenta tropical se suspendió a las 12:00 UTC del día siguiente. La Comisión Permanente de Contingencias (COPECO) emitió una alerta roja para las islas de la Bahía a última hora del 11 de octubre. Además, se emitió una alerta amarilla para cinco departamentos, entre ellos Atlántida, Colón, Cortés, Olancho y Yoro. El estado de emergencia también se declaró en el Departamento de Islas de la Bahía el 12 de octubre y permanecería vigente durante 48 horas. A lo largo de la costa noreste de Honduras, varias viviendas fueron destruidas por la tormenta. Las peligrosas condiciones generadas por Paula también obligaron a las autoridades a evacuar zonas bajas y cerrar escuelas. Los fuertes vientos en tierra provocaron el cierre del aeropuerto de Puerto Lempira. En los distritos costeros, las precipitaciones causadas por la tormenta oscilaron entre 150 y 200 mm (5.9 y 7.9 pulgadas), lo que provocó inundaciones generalizadas. Se estimaron vientos de hasta 97 km/h (60 mph), y los habitantes de La Mosquitia afirmaron que los vientos fueron más fuertes que los del huracán Mitch en 1998. En Puerto Lempira, cuatro viviendas y dos carreteras fueron destruidas por fuertes vientos e inundaciones. En la ciudad, cayeron 84 mm de lluvia durante el paso de Paula el 11 de octubre. Más de una docena de estructuras en Cauquira, incluyendo una escuela y una comisaría, también resultaron dañadas por las inundaciones. A lo largo de la costa, olas de hasta 2,1 m (7 pies) azotaron las playas.

#### Nicaragua
En Nicaragua, la tormenta produjo fuertes lluvias en algunas zonas, aunque por lo demás se desconoce su impacto.

### México

#### Península de Yucatán
En México, se emitió una alerta de tormenta tropical de Chetumal a Punta Gruesa a las 2100 UTC del 11 de octubre. Simultáneamente, se publicó una alerta de huracán de Punta Gruesa a Cancún, incluyendo Cozumel. Temprano el 12 de octubre, se emitió otra alerta de tormenta tropical de Cabo Catoche a San Felipe. Alrededor de esa fecha, la alerta de huracán se modificó para incluir Punta Gruesa a Cabo Catoche. Más tarde el 12 de octubre, la alerta de tormenta tropical de Chetumal a Punta Gruesa fue descontinuada, al igual que la alerta de huracán de Punta Gruesa a Punta Allen temprano al día siguiente. A las 1500 UTC del 13 de octubre, la alerta de tormenta tropical fue revisada para incluir Cancún a San Felipe. Simultáneamente, la alerta de huracán de Punta Allen a Cabo Catoche fue cancelada. A última hora del 13 de octubre, la alerta de tormenta tropical de Cancún a San Felipe. Las autoridades garantizaron la seguridad de los turistas y no ordenaron evacuaciones; sin embargo, cerca de 1,560 residentes locales fueron evacuados de Isla Holbox e Isla Contoy. Se estima que aproximadamente 28 800 personas visitaban la región, la mayoría de las cuales se encontraban en Cancún. Entre el 12 y el 13 de octubre, las autoridades de transporte cancelaron 22 vuelos internacionales con origen y destino en Cancún.
Frente a las costas de Cozumel, un ciudadano estadounidense se ahogó tras ser azotado por el mar embravecido producido por la tormenta. En la costa noreste de la península de Yucatán solo cayeron lluvias ligeras a moderadas; durante todo el 13 de octubre cayeron 23 mm de lluvia en Cancún y los vientos alcanzaron 43 km/h. A pesar de su paso cercano a la península de Yucatán, el pequeño tamaño de Paula provocó un impacto mínimo en tierra. Según el gobernador de Quintana Roo, Félix González Canto, la tormenta no dejó daños estructurales ni a la vegetación. Tras el paso del huracán, se suspendieron las alertas rojas emitidas en cuatro estados mexicanos y se reabrieron los puertos.

### Belice
En Belice, se emitió un aviso de tormenta tropical para todo el país a las 0000 UTC del 12 de octubre. Se suspendió unas nueve horas después. El Gobierno de Belice suspendió las clases escolares, ya que los edificios se utilizaban como refugios contra tormentas. Se recomendó la evacuación voluntaria de los residentes de los cayos costeros. Se declaró una alerta para embarcaciones pequeñas a lo largo de la costa y se recomendó a los marinos que tomaran precauciones. En Punta Negra, la Guardia Nacional de Belice evacuó a los residentes el 13 de octubre. Sin embargo, no se reportó ningún impacto en Belice.

### Antillas Mayores

#### Cuba
En Cuba, se emitió una alerta de huracán para la provincia de Pinar del Río, la más occidental, a las 21:00 UTC del 12 de octubre. Tras el debilitamiento de Paula a tormenta tropical el 14 de octubre, la alerta de huracán se redujo a tormenta tropical. A primera hora del 15 de octubre, se suspendió la alerta de tormenta tropical. Las autoridades recomendaron a quienes residían en zonas bajas que evacuaran a zonas más altas. Se protegieron las plantas de tabaco de Pinar del Río, utilizadas para la elaboración de puros cubanos. En Cuba, las bandas externas de Paula trajeron fuertes lluvias localizadas, especialmente en la Isla de la Juventud donde se registraron 71 mm de precipitación el 12 de octubre. Fuertes lluvias cayeron en gran parte de la provincia de Pinar del Río. En el cabo de San Antonio, cayeron 123 mm (4,85 pulgadas) de lluvia en la mañana del 14 de octubre. En algunas zonas del occidente de Cuba, las fuertes precipitaciones beneficiaron a los embalses, cultivos de granos, tubérculos y hortalizas. Los vientos más altos registrados durante el paso de la tormenta se midieron en Puerto Esperanza con 68 mph (109 km/h). Los fuertes vientos dejaron cortes de energía en Viñales, La Palma, Bahía Honda y San Cristóbal. Cerca de La Habana, algunas casas perdieron sus techos y muchas se quedaron sin electricidad, principalmente como resultado de un corte de suministro eléctrico preventivo. Los fuertes vientos también derribaron numerosos árboles, bloqueando numerosas carreteras. A lo largo de la costa, el mar embravecido dañó partes del malecón de la capital. Algunas calles cercanas a la costa quedaron bajo entre 30 y 61 cm (1 y 2 pies) de agua en el punto álgido de la tormenta. Para la tarde del 15 de octubre, los equipos de emergencia comenzaron a limpiar los escombros dejados por la tormenta. Una pequeña porción de los cultivos de plátano en el área de La Habana sufrió pérdidas. En todo el país, Paula provocó relativamente pocos daños.

### Estados Unidos

#### Florida
En Florida, se emitió una alerta de tormenta tropical desde Dry Tortugas hasta Cayo Craig a las 15:00 UTC del 13 de octubre. La alerta de tormenta tropical se suspendió temprano el 15 de octubre. En los cayos de Florida, las bandas exteriores de Paula trajeron lluvias moderadas y un aumento del oleaje. Cayeron un total de 38 mm (1,51 pulgadas) de lluvia en Cayo Hueso entre el 13 y el 15 de octubre. El 14 de octubre se registraron dos mangas marinas en la costa de los Cayos superiores de Florida. Ante la amenaza de una tormenta que toque tierra en Florida, los futuros del jugo de naranja cayeron un 8,9%, alcanzando su valor más bajo desde el 9 de septiembre. Los valores para entrega cayeron a $1,409 la libra (453 gramos) en el peor momento de la recesión.